# MUSCO - Musée du chocolat
Le MUSCO pour Musée Manufacture Sève Cacao Collection Chocolat est un musée consacré au chocolat fondé par le chocolatier Richard Sève. Il est situé à Limonest, en France.

## Présentation
Il est fondé en 2017 par Richard Sève,, sur une surface de 250 m2.